# William B. Richardson
William Burdette Richardson (* 10. November 1874 in Rochester, Minnesota; † 19. September 1945 ebenda) war ein US-amerikanischer Politiker. Im Jahr 1936 war er kommissarischer  Vizegouverneur des Bundesstaates Minnesota.

## Werdegang
William Richardson besuchte die öffentlichen Schulen seiner Heimat einschließlich der Rochester High School. Nach einem anschließenden Jurastudium an der University of Minnesota und seiner Zulassung als Rechtsanwalt begann er in diesem Beruf zu arbeiten. Gleichzeitig schlug er als Mitglied der Republikanischen Partei eine politische Laufbahn ein. Von 1911 bis 1917 war er Bürgermeister seiner Heimatstadt Rochester. Von 1927 bis 1945 gehörte er dem Senat von Minnesota an. Dort saß er in mehreren Ausschüssen. Im Jahr 1935 wurde er als President Pro Tempore geschäftsführender Präsident dieser Kammer.
Nach dem Tod von Gouverneur Floyd B. Olson wurde Vizegouverneur Hjalmar Petersen dessen Nachfolger im höchsten Staatsamt. Entsprechend der Staatsverfassung übernahm nun der President Pro Tempore des Staatssenats, William Richardson, kommissarisch die freigewordene Position des Vizegouverneurs. Diese bekleidete er zwischen dem 24. August 1936 und dem 1. Januar 1937. Bemerkenswert ist, dass er – aus unbekannten Gründen – nie offiziell in dieses Amt eingeführt wurde. Er starb am 19. September 1945 in seiner Geburtsstadt Rochester.